# Castlereagh Highway
Der Castlereagh Highway ist eine 816 km lange Fernstraße im Osten des australischen Bundesstaates New South Wales, dessen nördliches Ende ca. 160 km innerhalb der Grenzen von Queensland liegt. Der Highway wurde vor kurzem verlängert und schließt jetzt die Staatsstraße 86 südlich von Gilgandra ein. Im Süden beginnt etwas außerhalb von Lithgow an der Kreuzung mit dem Great Western Highway und verläuft in nordwestlicher Richtung durch Ilford, Mudgee und Gulgong. Ab hier verläuft die Straße gemeinsam mit dem Golden Highway weiter durch Dunedoo und zweigt hier wieder ab, durch Gilgandra, bis er über Walgett in der Nähe von Hebel die Grenze zu Queensland erreicht. Nach weiteren 162 km endet der Castlereagh Highway in St. George, wo er auf den Carnarvon Highway trifft.
Der höchste Punkt im Verlauf des Highways liegt auf 1070 m, der niedrigste auf 130 m.

## Nummerierung
Vom Great Western Highway bei Lithgow bis nach Gilgandra ist der Highway als Staatsstraße 86 (S86) ausgeschildert, von Gilgandra bis zur Grenze nach Queensland bei Hebel als Nationalstraße 55 (R55). In Queensland heißt der Castlereagh Highway A55.

Straßenverlauf

## Wichtige Abzweigungen und Städte
| Castlereagh Highway |                                |                              | |
| In nördliche Richtung | Entfernung nach St George (km) | Entfernung nach Walgett (km) | In südliche Richtung                                                                                    |
| Kreuzung (im Uhrzeigersinn vom Highway) Carnarvon Highway nach St George, Surat und Roma Carnarvon Highway nach Goondiwindi, Mungindi und Moree |                                |                              | |
| Ende Castlereagh Highway | 7                              | 289                          | Anfang Castlereagh Highway                                                                              |
| Thallon Dunwinnie Road | 74.9                           | 221.1                        | Thallon Dunwinnie Road                                                                                  |
| SOUTH WESTERN RAIL LINE | 75                             | 221                          | SOUTH WESTERN RAIL LINE                                                                                 |
| Mungindi Dirranbandi-Mungindi Road | 75.1                           | 220.9                        | Mungindi Dirranbandi-Mungindi Road                                                                      |
| SOUTH WESTERN RAIL LINE | 94                             | 202                          | SOUTH WESTERN RAIL LINE                                                                                 |
| Dirranbandi | 95                             | 201                          | Dirranbandi                                                                                             |
| Bollon, Cunnamulla Bollon-Dirranbandi Road | 97                             | 199                          | Bollon, Cunnamulla Bollon-Dirranbandi Road                                                              |
| Goodooga Goodooga-Hebel Road | 161                            | 135                          | Hebel                                                                                                   |
| Hebel | 161                            | 135                          | Goodooga Goodooga-Hebel Road                                                                            |
| Anfang | 165                            | 131                          | Ende |
| QUEENSLAND Grenze Bundesstaat NEW SOUTH WALES                                                                                                   |                                |                              | |
| Ende | 165                            | 131                          | Anfang                                                                                                  |
| Goodooga Goodooga Road | 200                            | 96                           | Goodooga Goodooga Road                                                                                  |
| Lightning Ridge Bill O'Brien Way | 224                            | 72                           | Lightning Ridge Bill O'Brien Way                                                                        |
| Collarenebri, Moree Gwydir Highway | 282                            | 14                           | Collarenebri, Moree Gwydir Highway                                                                      |
| BARWON RIVER | 288                            | 8                            | BARWON RIVER                                                                                            |
| WALGETT RAIL LINE | 290.5                          | 5.5                          | WALGETT RAIL LINE                                                                                       |
| im weiteren Verlauf als | 291                            | 5                            | Burren Junction, Wee Waa, Narrabri Kamilaroi Highway                                                    |
| Burren Junction, Wee Waa, Narrabri Kamilaroi Highway                                                                                            | 291                            | 5                            | zusammen mit                                                                                            |
| In nördliche Richtung | Entfernung nach Walgett (km)   | Entfernung nach Sydney (km)  | In südliche Richtung                                                                                    |
| zusammen mit | 0                              | 650                          | Walgett                                                                                                 |
| Goodooga, Brewarrina, Bourke Kamilaroi Highway                                                                                                  | 0                              | 650                          | Goodooga, Brewarrina, Bourke Kamilaroi Highway                                                          |
| Walgett | 0                              | 650                          | im weiteren Verlauf als                                                                                 |
| Carinda, Warren Carinda-Walgett Road | 1                              | 649                          | Carinda, Warren Carinda-Walgett Road                                                                    |
| CASTLEREAGH RIVER | 47                             | 603                          | CASTLEREAGH RIVER                                                                                       |
| Quambone Coonamble-Quambone Road | 115                            | 535                          | Quambone Coonamble-Quambone Road                                                                        |
| CASTLEREAGH RIVER | 115.5                          | 534.5                        | CASTLEREAGH RIVER                                                                                       |
| Coonabarabran Coonamble Road | 115.6                          | 534.4                        | Coonamble                                                                                               |
| Coonamble | 115.6                          | 534.4                        | Coonabarabran Coonamble Road                                                                            |
| Gulargambone | 162                            | 488                          | Gulargambone                                                                                            |
| CASTLEREAGH RIVER | 174                            | 476                          | CASTLEREAGH RIVER                                                                                       |
| Anfang | 212.9                          | 437.1                        | Gilgandra                                                                                               |
| Warren, Nyngan Oxley Highway | 212.9                          | 437.1                        | Warren, Nyngan Oxley Highway                                                                            |
| Warren, Nyngan Oxley Highway | 212.9                          | 437.1                        | Ende im weiteren Verlauf als                                                                            |
| In nördliche Richtung | Entfernung nach Gilgandra (km) | Entfernung nach Sydney (km)  | In südliche Richtung                                                                                    |
| im weiteren Verlauf als | 0                              | 437                          | Dubbo, Parkes, Melbourne Newell Highway                                                                 |
| Dubbo, Parkes, Melbourne Newell Highway | 0                              | 437                          | Dubbo, Parkes, Melbourne Newell Highway                                                                 |
| Gilgandra | 0                              | 437                          | im weiteren Verlauf als                                                                                 |
| CASTLEREAGH RIVER | 0.1                            | 436.9                        | CASTLEREAGH RIVER                                                                                       |
| Ende im weiteren Verlauf als | 1                              | 436                          | Coonabarabran, Tamworth, Brisbane Newell Highway                                                        |
| Coonabarabran, Tamworth, Brisbane Newell Highway                                                                                                | 1                              | 436                          | Anfang                                                                                                  |
| Tooraweenah Mendooran Road | 52                             | 385                          | Mendooran                                                                                               |
| Mendooran | 52                             | 385                          | Tooraweenah Mendooran Road                                                                              |
| TROY JUNCTION-MERRYGOEN RAIL LINE | 59                             | 378                          | TROY JUNCTION-MERRYGOEN RAIL LINE                                                                       |
| GWABEGAR RAIL LINE | 82                             | 355                          | GWABEGAR RAIL LINE                                                                                      |
| GWABEGAR RAIL LINE | 89                             | 348                          | GWABEGAR RAIL LINE                                                                                      |
| im weiteren Verlauf als | 90                             | 347                          | Dubbo Golden Highway                                                                                    |
| Dubbo Golden Highway | 90                             | 347                          | zusammen mit                                                                                            |
| Dunedoo | 91                             | 346                          | Dunedoo                                                                                                 |
| GWABEGAR RAIL LINE | 92                             | 345                          | GWABEGAR RAIL LINE                                                                                      |
| zusammen mit | 100                            | 337                          | Merriwa, Newcastle Golden Highway                                                                       |
| Merriwa, Newcastle Golden Highway | 100                            | 337                          | im weiteren Verlauf als                                                                                 |
| GWABEGAR RAIL LINE | 110                            | 327                          | GWABEGAR RAIL LINE                                                                                      |
| Ulan Mayne Street Wellington Gulgong Street | 143                            | 294                          | Gulgong                                                                                                 |
| Gulgong | 143                            | 294                          | Ulan Mayne Street Wellington Gulgong Street                                                             |
| GWABEGAR RAIL LINE | 168                            | 269                          | GWABEGAR RAIL LINE                                                                                      |
| Ulan, Wollar Ulan Road | 171                            | 266                          | Ulan, Wollar Ulan Road                                                                                  |
| In nördliche Richtung | Entfernung nach Mudgee (km)    | Entfernung nach Sydney (km)  | In südliche Richtung                                                                                    |
| Mudgee | 0                              | 264                          | Mudgee                                                                                                  |
| GWABEGAR RAIL LINE | 1.5                            | 262.5                        | GWABEGAR RAIL LINE                                                                                      |
| Kandos, Rylstone Bylong Valley Way | 53                             | 211                          | Kandos, Rylstone Bylong Valley Way                                                                      |
| Sofala, Bathurst, Goulburn Bathurst-Ilford Road                                                                                                 | 55                             | 209                          | Sofala, Bathurst, Goulburn Bathurst-Ilford Road                                                         |
| GWABEGAR RAIL LINE | 80.9                           | 183.1                        | GWABEGAR RAIL LINE                                                                                      |
| Glen Davis Glen Davis Road | 81                             | 183                          | Capertee                                                                                                |
| Capertee | 81                             | 183                          | Glen Davis Glen Davis Road                                                                              |
| GWABEGAR RAIL LINE | 84                             | 180                          | GWABEGAR RAIL LINE                                                                                      |
| Ben Bullen | 90                             | 174                          | Ben Bullen                                                                                              |
| GWABEGAR RAIL LINE | 90.5                           | 173.5                        | GWABEGAR RAIL LINE                                                                                      |
| Portland Portland-Cullen Bullen Road | 100                            | 164                          | Cullen Bullen                                                                                           |
| Cullen Bullen | 100                            | 164                          | Portland Portland-Cullen Bullen Road                                                                    |
| MAIN WESTERN RAIL LINE | 114                            | 150                          | MAIN WESTERN RAIL LINE                                                                                  |
| Bathurst, Cowra, Dubbo Great Western Highway | 116.7                          | 147.3                        | Bathurst, Cowra, Dubbo Great Western Highway                                                            |
| Anfang Castlereagh Highway vom Great Western Highway                                                                                            | 117                            | 147                          | Ende Castlereagh Highway im weiteren Verlauf als Great Western Highway nach Lithgow / Katoomba / Sydney |